# Lake Park (Florida)
Lake Park és una població dels Estats Units a l'estat de Florida. Segons el cens del 2000 tenia 8.721 habitants.

## Demografia
Segons el cens del 2000, Lake Park tenia 8.721 habitants, 3.346 habitatges, i 2.024 famílies. La densitat de població era de 1.551,7 habitants/km².
Dels 3.346 habitatges en un 31% hi vivien nens de menys de 18 anys, en un 37,1% hi vivien parelles casades, en un 16,7% dones solteres, i en un 39,5% no eren unitats familiars. En el 29,3% dels habitatges hi vivien persones soles el 9% de les quals corresponia a persones de 65 anys o més que vivien soles. El nombre mitjà de persones vivint en cada habitatge era de 2,58 i el nombre mitjà de persones que vivien en cada família era de 3,28.
Per edats la població es repartia de la següent manera: un 26,6% tenia menys de 18 anys, un 9,4% entre 18 i 24, un 32,8% entre 25 i 44, un 18,5% de 45 a 60 i un 12,8% 65 anys o més.
L'edat mediana era de 34 anys. Per cada 100 dones de 18 o més anys hi havia 95,1 homes.
La renda mediana per habitatge era de 33.983 $ i la renda mediana per família de 37.047 $. Els homes tenien una renda mediana de 26.476 $ mentre que les dones 23.518 $. La renda per capita de la població era de 18.212 $. Entorn del 12,5% de les famílies i el 16,8% de la població estaven per davall del llindar de pobresa.

## Poblacions més properes
El següent diagrama mostra les poblacions més properes.